# Seyrigacris
Seyrigacris is een geslacht van rechtvleugeligen uit de familie veldsprinkhanen (Acrididae). De wetenschappelijke naam van dit geslacht is voor het eerst geldig gepubliceerd in 1932 door Bolívar.

## Soorten
Het geslacht Seyrigacris  is monotypisch en omvat slechts de volgende soort:
- Seyrigacris nigrofasciatus (Bolívar, 1932)